# سننفر (TT96)
سننفر أو سن نفر هو نبيل مصري و «عمدة المدينة» (أي طيبة) و «المشرف على مستودعات وحقول وحدائق وماشية الإله آمون» في عهد الملك أمنحتب الثاني من الأسرة الثامنة عشر. و بكونه مفضلاً لدي الملك فقد حاز ثروة كبيرة، مما سمح له بوضع تمثال مزدوج له ولزوجته في معبد الكرنك. أما مخطط الحديقة الشهير، الذي غالباً ما يشار إليه باسم «حديقة سننفر» ، فهو كما يبدو حديقة تمكن سننفر من إنشائها، وربما كان يهدف إلى أن تكون من بين ممتلكاته.

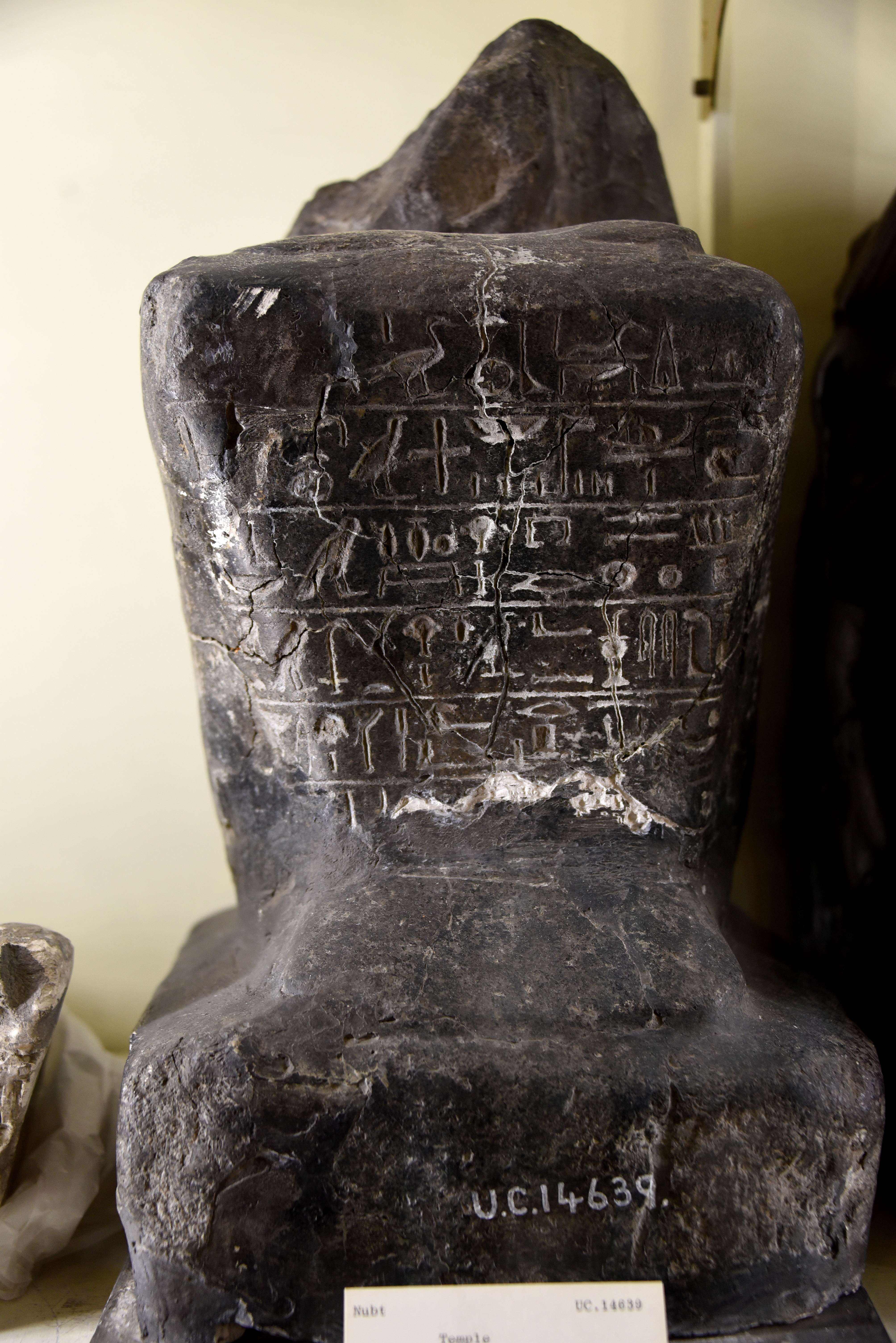
تمثال جالس من الجرانيت الأسود لسننفر مع خراطيش الملك أمنحتب الثاني على ذراعه الأيمن، من معبد الإله ست في نقادة في مصر، حالياً في متحف بيتري للمصريات في لندن ، المملكة المتحدة

.

## عائلته
و قد كان ابناً لأحمس حوماي، المربي الملكي، وشقيقاً للوزير أمنمؤبت تحت حكم الملك أمنحتب الثاني، ومتزوجاً من المربية الملكية سنتناي. و يبدو أن ابنته الكبرى موت توي تزوجت من قن آمون، الذي خلف سننفر كعمدة لطيبة. أما شقيقه أمنؤبت (و يسمى كذلك بايري) فقد دفن بالقرب منه في المقبرة التي تحمل الرقم TT29.

## مدفنه
وقد دُفن سننفر في المقبرة الصغيرة المزينة بشكل جيد (TT96، التي تعرف أحيانا باسم «مقبرة العنب» بسبب زخارفها), ، وتقع في منطقة الشيخ عبد القرنة في الأقصر المقابلة لجبانة طيبة في مصر.
ومع ذلك، تم العثور على بعض الأثاث الجنائزي لسننفر وعائلته في KV42، مقبرة الملكة مريت رع حتشبسوت (زوجة الملك تحتمس الثالث و أم الملك أمنحتب الثاني) لذا فقد يكون أعيد استخدام هذه المقبرة لدفنه الفعلي. كما تم اكتشاف بعض الصناديق التي تخص سننفر وزوجته سنتناي أيضا في KV32، مقبرة الملكة تي عا، زوجة أمنحتب الثاني والدة الملك تحتمس الرابع في وادي الملوك.

## هوامش
1. ↑  Cairo CG 42126.
2. ↑  Rice, Michael (1999). Who's Who in Ancient Egypt. Routledge. p. 183.
3. ↑  "M_L Gothein History of Garden Art". مؤرشف من الأصل في 7 فبراير 2019. اطلع عليه بتاريخ أكتوبر 2020. {{استشهاد ويب}}: تحقق من التاريخ في: |تاريخ الوصول= (مساعدة)
4. ↑  David B. O'Connor, Eric H. Cline, Amenhotep III: Perspectives on His Reign, University of Michigan Press 1998, ISBN 0-472-08833-5, pp.38f.
5. ↑  Ian Shaw, The Oxford History of Ancient Egypt, Oxford University Press 2003, ISBN 0-19-280458-8, p.263
6. ↑  Rice, Michael (1999). Who's Who in Ancient Egypt. Routledge. p. 12.
7. ↑  Baikie، James (1932). Egyptian Antiquities in the Nile Valley. Methuen. ص. 612–614.
8. ↑  "KV 42 (Hatshepsut-Meryet-Ra)". مؤرشف من الأصل في 2018-08-17. اطلع عليه بتاريخ 2007-06-20.

## اقرأ أيضا
- وظائف مصر القديمة
- عمدة طيبة
- تياتي
- أمير شونة أمون
- كاهن-وعب
- حامل أختام الملك
- مقابر النبلاء (الأقصر)
- قائمة المقابر في مدينة طيبة الجنائزية

## روابط خارجية
- صفحة عن مقبرة سننفر على موقع Osirisnet.net (بالإنجليزية)